# تكتيكات بحرية

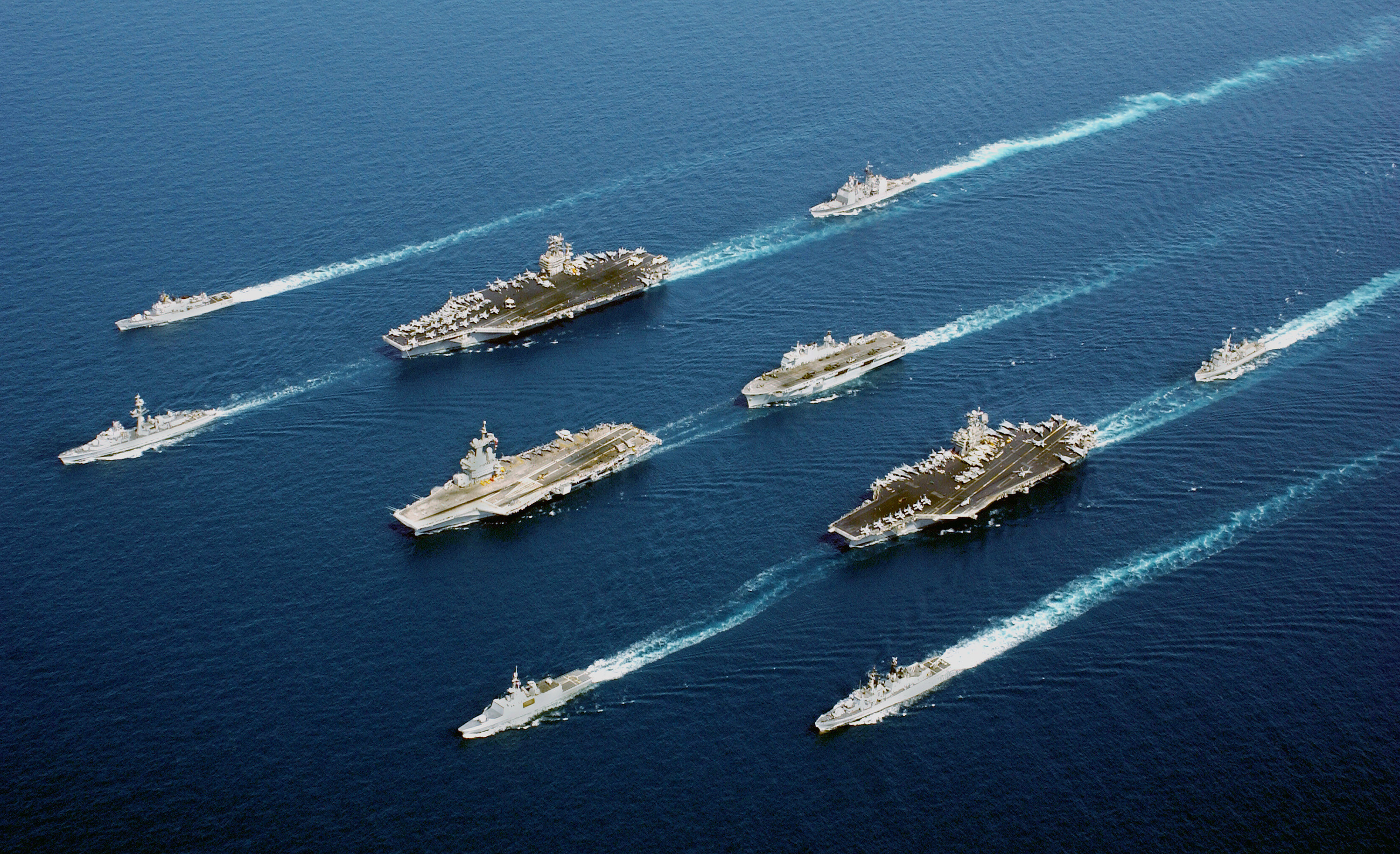
أسطول متعدد الجنسيات خلال عملية "الحرية الدائمة" في بحر عُمان. في خمس صفوف من أعلى اليسار إلى أسفل اليمين: الفرقاطة الإيطالية F570 والفرقاطة الفرنسية D610 وحاملة الطائرات الأمريكية CVN - 74 وحاملة الطائرات الفرنسية شارل ديغول والفرقاطة الفرنسية F 711 وطراد الصواريخ الموجهة الأمريكي CG-73 والسفينة الهجومية البرمائية البريطانية L 12 وحاملة الطائرات الأمريكية CV-67 والفرقاطة الهولندية F 831 والمدمرة الإيطالية للصواريخ الموجهة D 560

التكتيكات البحرية مصطلح يشمل طرق الاشتباك مع سفينة أو أسطول للعدو وهزيمته، وذلك في معركة بالبحر خلال حرب بحرية، وهي ما يعادل التكتيكات العسكرية على الأرض.
و تختلف التكتيكات البحرية عن الاستراتيجية البحرية. فالتكتيكات البحرية هي المعنية بالحركات التي يتخذها القائد في المعركة، وعادة في وجود العدو. أما الإستراتيجية البحرية فتهتم بالإستراتيجية العامة لتحقيق النصر، وتُعنى بالحركات الأضخم  والتي  يؤمِّن  بها  القائد والقيادة  توفير مزايا القتال في الموقع المناسب.
وتستند التكتيكات البحرية الحديثة على عقائد قتالية وضعت بعد الحرب العالمية الثانية، فمن جهة تقادمت بعض السفن الحربية، ومن جهةٍ أخرى تطورت الصواريخ بعيدة المدى. 
وبإستثناء النزاع الهندي الباكستاني عام 1971، وحرب الفوكلاند- فإنه ومنذ الحرب العالمية الثانية، لم يقع أي نزاع بحري قوي وكبير. وكان لانهيار الاتحاد السوفيتي، وتخفيض روسيا لحجم وقدرات بحريتها -عن ما كان يمتلكه السوفييت- أثرأً كبيراً في جعل سيناريو «أسطول في مواجهة أسطول» أقرب إلى نموذج تخطيط ودراسة، منه إلا إمكانية حدوثه أو اللجوء إليه.

## المفاهيم الرئيسية
والمفهوم المركزي في حرب الأسطول البحرية الغربية الحديثة هو ساحة المعركة: وهي المنطقة المحيطة بقوة بحرية ما، حيث يثق قائد هذه القوة في قدرة رجاله وأجهزتهم، على رصد وتتبع، والاشتباك مع مصادر التهديد-داخل هذه المنطقة- وتدميرها قبل أن تشكل خطراً على قواته.
والهدف الحاسم هو -كما هو الحال في جميع أشكال الحرب- كشف العدو ومواقع تشكيلاته، وفي الوقت نفسه تجنب الانكشاف للعدو.
و يوفر البحر المفتوح، ساحة المعركة الأكثر ملاءمة لأسطول السطح. فإن وجود الأراضي والتضاريس يشكل ضغطاً على ساحة المعركة، ويحد من فرص المناورة، ويسهل على العدو التنبؤ بموقع الأسطول، كما ويجعل الكشف عن قوات العدو أكثر صعوبة. وأما في المياه الضحلة، فيصعب الكشف عن الغواصات والألغام.
وكان أحد سيناريوهات محور التخطيط البحري الأمريكي والناتو خلال الحرب الباردة، هو نشوب نزاع بين أساطيل حديثة ومجهزة تجهيزا جيدا في أعالي البحار، بين الولايات المتحدة والناتو من جهة، والاتحاد السوفياتي وحلف وارسو من جهة أخرى.
ولأن الحرب الباردة انتهت دون وقوع حرب شاملة ومباشرة بين الجانبين، فإن نتائج مثل هذا الفعل لا تزال افتراضية، ولكن كان من المفهوم -على نطاق واسع- اشتمال هذه المواجهة على هجمات عديدة بالصواريخ المضادة للسفن ضد الأمريكيين، وكذلك محاولات من الولايات المتحدة بشن غارات جوية على القواعد الأرضية السوفيتية و/أو الأساطيل. ونظرا للفعالية الاستراتيجية المفاجئة للصواريخ المضادة للسفن، فإن نتيجة هذا الاشتباك أبعد من أن تكون واضحة.
وتتمثل الأهمية الرئيسية في مجموعات معركة الحاملة Carrier Battle Groups. ويجادل نقاد العقيدة البحرية الحالية بأنه على الرغم من أن معركة الأسطول غير مرجحة الحدوث في المستقبل المنظور، فإن التفكير في الحرب الباردة لا يزال يهيمن على الممارسة البحرية. ومع ذلك، يشير البعض الآخر إلى أن زيادة الميزانيات البحرية لروسيا وجنوب وشرق آسيا يمكن أن تعد مؤشراً إلى أن القتال البحري التقليدي في المستقبل قد يصبح وارد الحدوث مرة أخرى.
يمكن تصنيف التكتيكات البحرية ومنظومات الأسلحة حسب نوع التجهيزات المعادية المتوقع قتالها، فالمضادات الجوية Anti-air warfare AAW تتضمن إجراءات ضد الطائرات والصواريخ المعادية. أما مضادات سفن السطح Anti-surface warfare ASuW فتركز على الهجوم والدفاع ضد سفن السطح الحربية. بينما تعمل مضادات الغواصات Anti-submarine warfare ASW على كشف وتدمير غواصات العدو.
التهديد الرئيسي في القتال البحري الحديث يتمثل في الصواريخ الجوالة، والتي يمكن إطلاقها من السطح، أو من العمق، أو المنصات المحمولة جوا. وهذه الصواريخ أصبحت تنطلق بسرعة تصل إلى 4 ماخ، وزمن اشتباك قد يكون ثوان قليلة، وتتمتع بتصميم يسمح لها بما يشبة قشد البحر أي التوجه نحو الهدف بطيران لايتجاوز في ارتفاعه الامتار القليلة فوق مستوى سطح البحر.
والسبيل لإجراء دفاع ناجح هو أن تُدَمَّر منصة الإطلاق (نفسها) قبل أن تبدأ في الإطلاق، وبالتالي إزالة عدد من تهديدات الصواريخ دفعة واحدة. وهذا الأمر ليس متاحاً بشكل دائم، لذلك تحتاج مصادر المضادات الجوية إلى أن تكون متوازنة بين المعارك الجوية الخارجية والداخلية.
والتكتيكات الصاروخية في عالم اليوم، معظمها ينتمي إلى تقنية «أطلق..وأنسى» Fire and Forget كما في حالة كل من الهاربوون Harpoon أو الإكسوسيت Exocet.
أو تكتيكات تنتفع من نظام التوجيه المتخطي للأفق كما في حالة صاروخي توماهوك وسيلك وورم.
كما تم الاعتماد على أنظمة مثل ما تعرف بأسم نظام أسلحة القتال القريب كخط مواجهة أخير ضد الصواريخ التي إقتربت كثيراً من هدفها، ومن أمثلة هذه النظم فالانكس وجول كيبر وكاشتان (سي آي دبليو إس).
وعلى الرغم من انتقالها تحت الماء وبسرعات أقل، فأن الطوربيدات تمثل تهديداً ذو اعتبار كبير. وكما هو الحال مع الصواريخ فالطوربيدات أيضاً ذاتية الدفع، كما ويمكن إطلاقها من منصات سطح، أو أعماق، أو حتى منصات جوية. 
وتقدم الإصدارات الحديثة من هذا السلاح خيارات عديدة من تقنيات التوجيه والملائمة خصيصاً لأهداف محددة، كما أن هناك وسائل أقل بكثير لتدمير الطوربيدات المنطلقة مقارنة بالصواريخ.
وتشكل الغواصات كمنصات إطلاق تحت سطح البحر، خطراً حقيقياً على العمليات البحرية التقليدية، فالطلاء المانع للصدى Anechoic coatings والمضخات النفاثة بالغة الهدوء، مكنا الغواصات الحديثة من التمتع بخاصية التخفي. كما وأن التحرك نحو عمليات المياه الضحلة زاد كثيراً من هذه الميزة. ومجرد الاشتباه في تهديد غواصة يفرض على أي أسطول تخصيص موارد كافية لإزالة هذا التهديد، فالنتائج المترتبة على وجود غواصة معادية -لم تُكتشف- يمكنها أن تكون نتائج فتاكة وكارثية.
وقد كان التهديد الذي شكلته الغواصات البريطانية خلال حرب الفوكلاند عام 1982 واحداً من الأسباب التي قيدت عمليات البحرية الأرجنتينية. كما أن غواصة واحدة في البحر، كان لها أثرها على العمليات في الحرب الهندية/الباكستانية في العام 1971.
كما وينظر إلى القوات البحرية التقليدية كمصدر للقدرة على إظهار القوة وبسط النفوذ. ففي العديد من العمليات- تم استخدام حاملة طائرات لدعم القوات البرية بدلاً من استخدامها في توفير السيطرة الجوية على البحر (كما في حالة حرب الخليج).

## خلفية تاريخية
تطورت التكتيكات البحرية -بمرور الوقت- بتطور التكنولوجيا البحرية وتطور السفن الحربية. ويمكن فهم تطور التكتيكات البحرية على أفضل وجه بتقسيم التاريخ البحري إلى أقسام موضوعية:
- تكتيكات جالي: وهي تكتيكات بحرية من العصور المبكرة حتى معركة ليبانتو (عام 1571)، وهي المعركة الكبرى الأخيرة التي هيمنت عليها سفن يتم الدفع فيها بالمجاديف (قادس).
- تكتيكات السفن الشراعية: تكتيكات تركز على السفن الشراعية الحربية، وبخاصة من أواخر القرن السادس عشر، ة شمل ذلك أيضاً تطوير تكتيك خط المعركة.
- التكتيكات البحرية في عصر البخار: أدى التطور في قذائف المتفجرات بالسفن البخارية إلى تطور تكتيكات جديدة للبوارج ذات المدافع الضخمة.

وبنهاية عصر البخار، حلت حاملات الطائرات والغواصات محل البوارج باعتبارها الوحدات الرئيسية للأسطول.
وقد بدأت المرحلة الحديثة من التكتيكات البحرية باستبدال -واسع النطاق- للمدافع البحرية بالصواريخ والطائرات المقاتلة طويلة المدى وذلك بعد الحرب العالمية الثانية، وهو الأساس لمعظم العقيدة التكتيكية المستخدمة اليوم.

### صراعات ما بعد الحرب العالمية الثانية

#### الحرب الباكستانية الهندية 1971
شكلت الحرب الهندية الباكستانية عام 1971 أهم نزاع بين القوات البحرية منذ الحرب العالمية الثانية. توفي أكثر من ألفي بحار، وغرقت سفن عديدة. وللمرة الأولى من بعد الحرب العالمية الثانية قامت غرقت غواصة بإغراق سفينة، وذلك عندما أغرقت الغواصة الباكستانية (بي إن إس هانغور) الفرقاطة الهندية المضادة للغواصات (آي إن إس كوكري).
وفي هذه الحرب، تم استخدام السونار السلبي / النشط، والطوربيدات الموجهة، والضربات الجوية على المنشآت البحرية وزوارق الصواريخ السريعة.
وفي المسرح الغربي للحرب، هاجمت البحرية الهندية بنجاح ميناء كراتشي في عملية ترايدنت في ليلة 4-5 ديسمبر، باستخدام زوارق الصواريخ، وتم إغراق المدمرة الباكستانية (بي إن إس خيبر) وكاسحة ألغام (بي إن إس محافظ)، كما أصيبت (بي إن إس شاه جهان) بأضرار بالغة.

#### حرب الفوكلاند
كانت حرب الفوكلاند عام 1982 هي ثاني أهم نزاع بين القوات البحرية منذ الحرب العالمية الثانية. ودار القتال الأساسي بين سلاح الجو الأرجنتيني، المرتكز على البر الرئيسي للأرجنتين، والقوة البحرية البريطانية المتمركزة حول حاملات الطائرات.
ولم تلعب القوات البحرية الأرجنتينية إلا دورا طفيفا في الصراع.

#### صراعات أخرى
وجرت عملية بحرية كبيرة أخرى قامت بها قوة كبرى عندما وفرت البحرية الأمريكية الحماية للناقلات الكويتية في الخليج بين عامي 1987 و 1988 وذلك خلال الحرب الإيرانية العراقية.
وقد لعبت القوات البحرية دورا داعما في بعض المعارك البرية. وقدمت البوارج الأمريكية دعما نارياً خلال حرب فيتنام وحرب الخليج عام 1991. وقامت المدمرات والفرقاطات البريطانية -خلال حرب فوكلاند- بالقصف على المواقع الأرجنتينية.